# Zaalvoetbal Kermt-Sint-Truiden-Hasselt
Zaalvoetbal Kermt-Sint-Truiden-Hasselt, ook bekend onder de afkorting KST Hasselt, was een Belgische zaalvoetbalclub uit Hasselt.

## Historiek
De club werd opgericht in 1972 als Zaalvoetbalklub Hasselt (ZVK Hasselt). De club werd landskampioen in de seizoenen 1982-'83, 1984-'85, 1985-'86, 1987-'88 en 1988-'89. Daarnaast won de club driemaal opeenvolgend de Beker van België, met name in de seizoenen 1985-'86, 1986-'87 en 1987-'88 en tweemaal de Champions BeNeCup in de seizoenen 1983-84 en 1994-'95. Na de splitsing van de competitie in het seizoen 1991-'92 tussen enerzijds een competitie georganiseerd door de Belgische Zaalvoetbalbond (BZVB) en anderzijds door de Koninklijke Belgische Voetbalbond (KBVB), koos de club voor laatstgenoemde en vatte de competitie aan in de eerste nationale. Vervolgens werd de club landskampioen in de seizoenen 1991-'92, 1992-'93 en 1993-'94 van deze competitie.
In 1999 werd de club overgenomen door ZVK Kermt en werd de clubnaam Zaalvoetbalklub Kermt-Hasselt (ZVK Kermt-Hasselt).  In 2002 fuseerde de club met ZVK Sint-Truiden tot Zaalvoetbal Kermt-Sint-Truiden-Hasselt (KST Hasselt). Op het einde van het seizoen 2002-03 vond er een ruil in stamnummers plaats tussen KST Hasselt en Cobra Primus Koersel, waarbij laatste club onder de naam Cobra Primus Hasselt en het stamnummer van Koersel in eerste klasse ging spelen.

## Palmares
- Winnaar Champions BeNeCup: 1984 en 1995
- Winnaar Beker van België (BZVB): 1986, 1987 en 1988
- Landskampioen (KBVB): 1992, 1993 en 1994
- Landskampioen (BZVB): 1983, 1985, 1986, 1988 en 1989